# Stazione di La Dogana
La stazione di La Dogana è una fermata ferroviaria posta lungo la linea Centrale Umbra, all'interno del territorio comunale di Sansepolcro.